# The Comet (Waldameer)
The Comet in Waldameer (Erie, Pennsylvania, USA) ist eine Holzachterbahn des Herstellers Philadelphia Toboggan Coasters mit der Seriennummer 117, die 1951 eröffnet wurde.
Die 396 m lange Strecke erreicht eine Höhe von 11 m und besitzt eine 8 m hohe erste Abfahrt. Der Zug erreicht eine Höchstgeschwindigkeit von 40 km/h.
Zur 2012er Saison erhielt The Comet ein neues Bremssystem von Velocity Magnetics. Das neue Bremssystem besteht aus einer Kombination von magnetischen und Reibungsbremsen und verfügt außerdem über ein neues Steuerungssystem, was nun auch Zweizugbetrieb erlaubt.

## Züge
The Comet besitzt einen Zug mit vier Wagen. In jedem Wagen können vier Personen (zwei Reihen à zwei Personen) Platz nehmen. Die Fahrgäste müssen mindestens 1,17 m groß sein, um mitfahren zu dürfen.